# Région de Gendarmerie d'Île-de-France
La Région de Gendarmerie d'Île-de-France (RGIF) est une entité militaire responsable de l'ensemble des unités de la Gendarmerie nationale basée dans la  région francilienne.
Elle est composée de 4 groupements de Gendarmerie départementale, du groupement II/1 de Gendarmerie mobile (10 escadrons de gendarmerie mobile), du groupement blindé de Gendarmerie mobile (7 escadrons VBRG), de 2 sections de recherche et de la Garde républicaine (3 régiments).

## Histoire

### Commandement Régional de la 1reRégion de Gendarmerie (1949-1967)

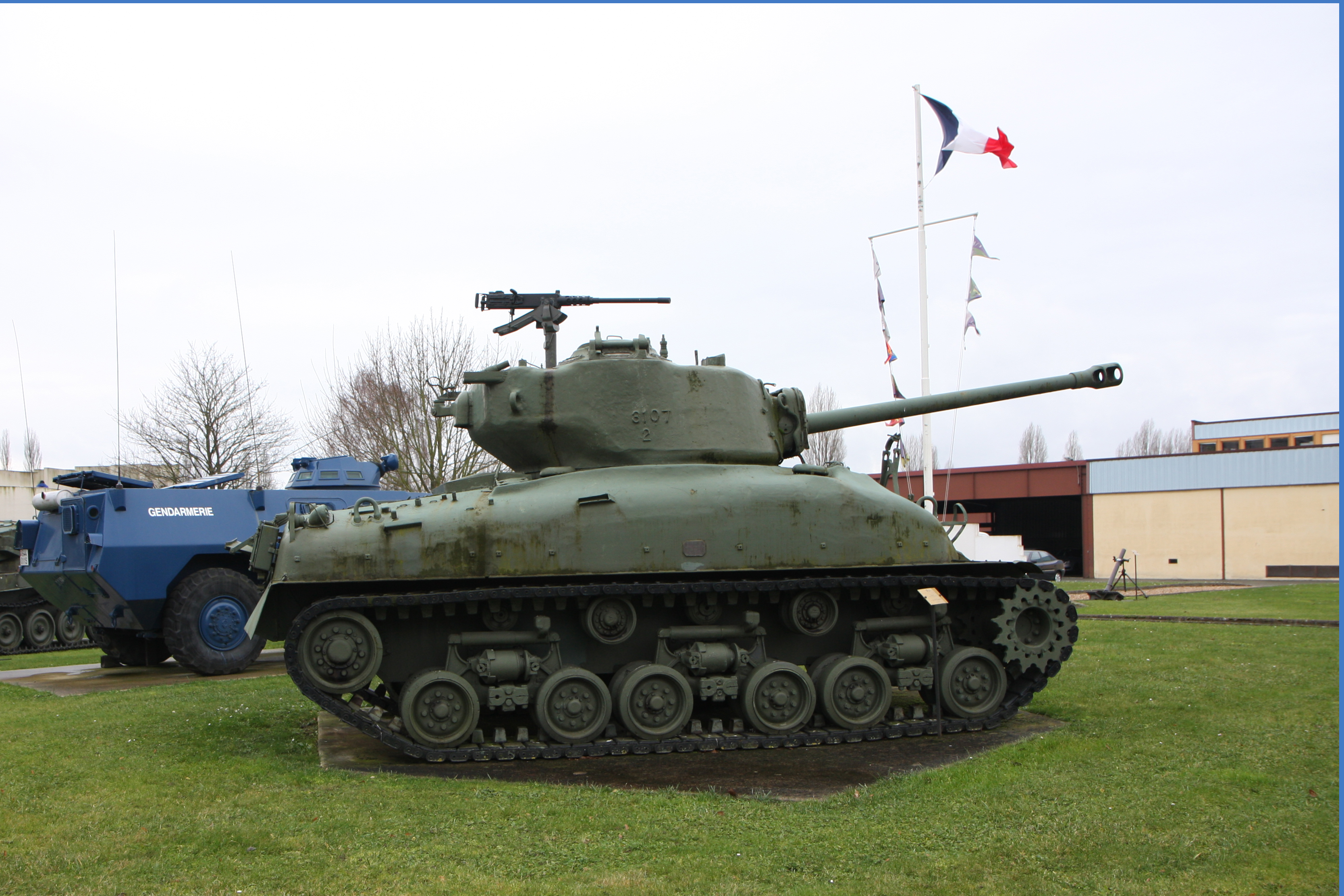
M4A1E8 Sherman du 1er Groupe blindé de la 1^{bis} LGR.

Le décret du 18 février 1946 partagea la métropole en dix régions militaires : 9 en métropole et 1 en Algérie. En conséquence les légions de gendarmerie (équivalent des régions de gendarmerie actuellement) et de garde républicaine changèrent de numérotation, se calquant sur celle des nouvelles régions militaires. La 1re Région Militaire regroupe les départements de l'Eure (27), d'Eure-et-Loir (28), de Loir-et-Cher (41), du Loiret (45), de la Seine (75), de Seine-et-Marne (77) et de Seine-et-Oise (78).
Par décret du 10 janvier 1949, la totalité des formations de la gendarmerie nationale stationnées sur le territoire de chaque région militaire est placée sous l'autorité d'un commandement régional.
Lors de sa création, le 1er mars 1949, la 1re Région de Gendarmerie de Paris est alors constituée de 2 Légions de Gendarmerie Départementale (1re de Paris et 1re-bis de Orléans), de 3 Légions de Garde Républicaine (1re de Arcueil, 1re-bis de Plessis-Robinson et 1re-ter de Drancy) et de la Garde républicaine de Paris.
En 1954, les légions de Garde Républicaine prennent l'appellation de légions de Gendarmerie mobile.
En 1958, les compagnies prennent l'appellation de groupements, et les sections prennent l'appellation de compagnies.
En 1962, la France est réorganisée en 10 régions militaires. La 1re Région Militaire est alors constituée de la 1re Légion de Gendarmerie composée des groupements de la Seine, Seine-et-Oise et Seine-et-Marne.
En 1964, les groupements de l'Essonne, des Hauts-de-Seine, de la Seine-Saint-Denis, du Val-de-Marne et du Val-d'Oise sont créés à la suite de l'éclatement des départements de la Seine et de Seine-et-Oise.

### 1erCommandement Régional de la Gendarmerie Nationale de Paris (1967-1991)

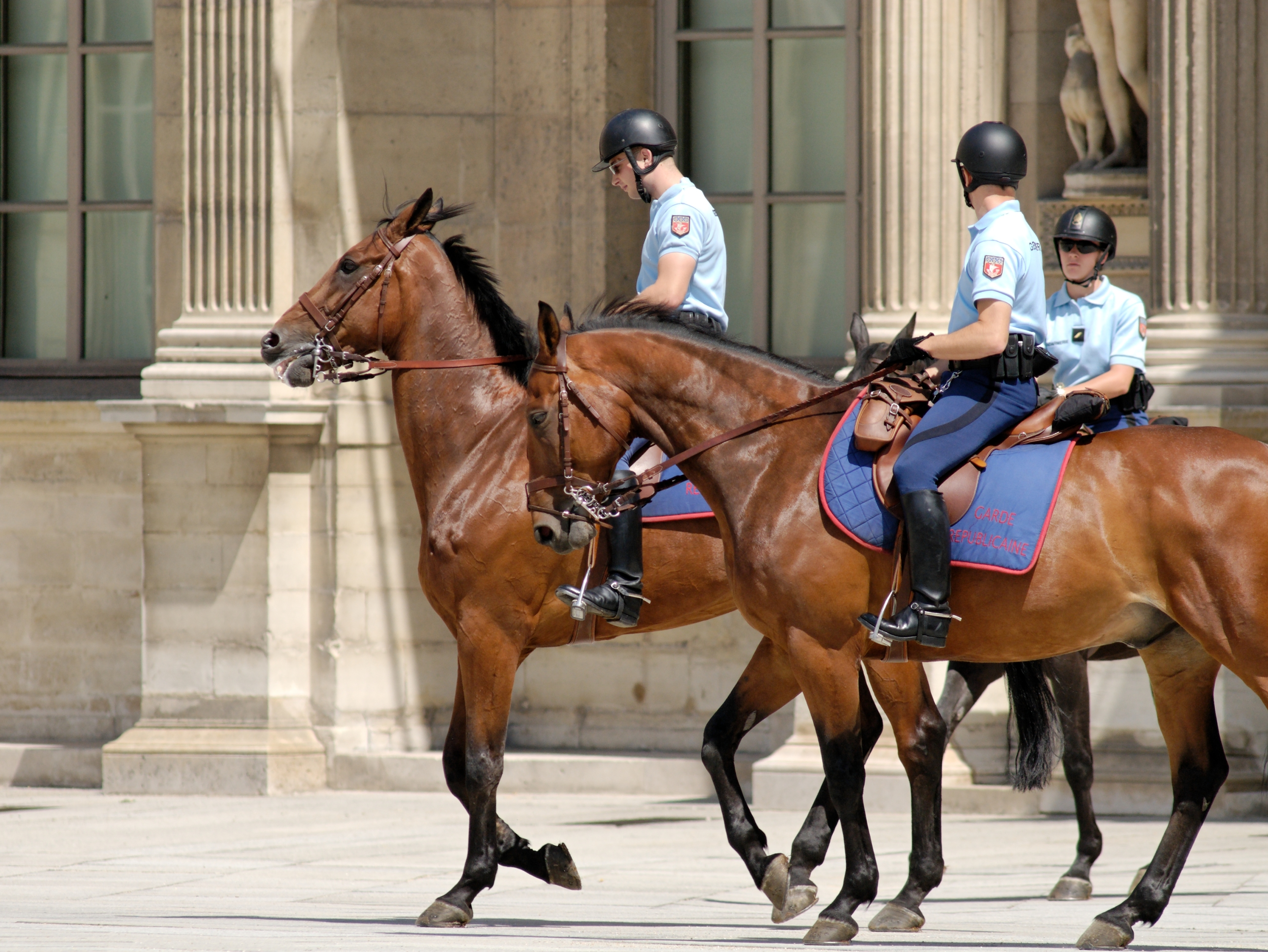
Patrouille du régiment de Cavalerie de la Garde Républicaine au palais du Louvre.

Le 1er janvier 1967, à la suite de la nouvelle organisation militaire territoriale de la France, les sept commandements régionaux de la gendarmerie nationale furent adaptés aux sept nouvelles régions militaires. Désormais, à chaque échelon de l'articulation civile et militaire correspondait un échelon territorial « gendarmerie ». La 1re Région Militaire regroupe alors les régions administratives d'Île-de-France et du Centre. Le 1er Commandement Régional de la Gendarmerie Nationale (1er CRGN) de Paris (aussi nommé 1re Région de Gendarmerie) est ainsi crée.
Il regroupe en son sein la Garde républicaine de Paris (GRP), les commandements de Gendarmerie départementale et mobile de la région parisienne, ainsi que la Circonscription Régionale de Gendarmerie Centre :
- le Commandement de la Gendarmerie départementale est composé des circonscriptions de Gendarmerie de Paris et de Versailles qui seront dissoutes en 1980.
- le Commandement de la Gendarmerie mobile est composé du 1er groupement blindé et des 2e et  3e groupements de Gendarmerie mobile.
- la Circonscription régionale du Centre est composée de 4 groupements de Gendarmerie départementale et du 4e groupement de Gendarmerie mobile.

En 1978, la Garde prend sa dénomination actuelle de « Garde républicaine ». L'année suivante, les commandements de Gendarmerie départementale et mobile de la Région parisienne prennent l'appellation de légions de Gendarmerie départementale (LGDIF) et mobile (LGMIF) d'Île-de-France. Cette région est unique par le fait que les unités de gendarmerie mobile et départementale ont un commandement distinct, contrairement aux autres régions, où le commandant de la légion a autorité directe sur les commandants de groupements de Gendarmerie départementale et le commandant du groupement de Gendarmerie mobile qui composent sa légion.
La Circonscription Régionale de Gendarmerie du Centre devient également la Légion de Gendarmerie du Centre.

### Circonscription de Gendarmerie d'Île-de-France (1991-2000)

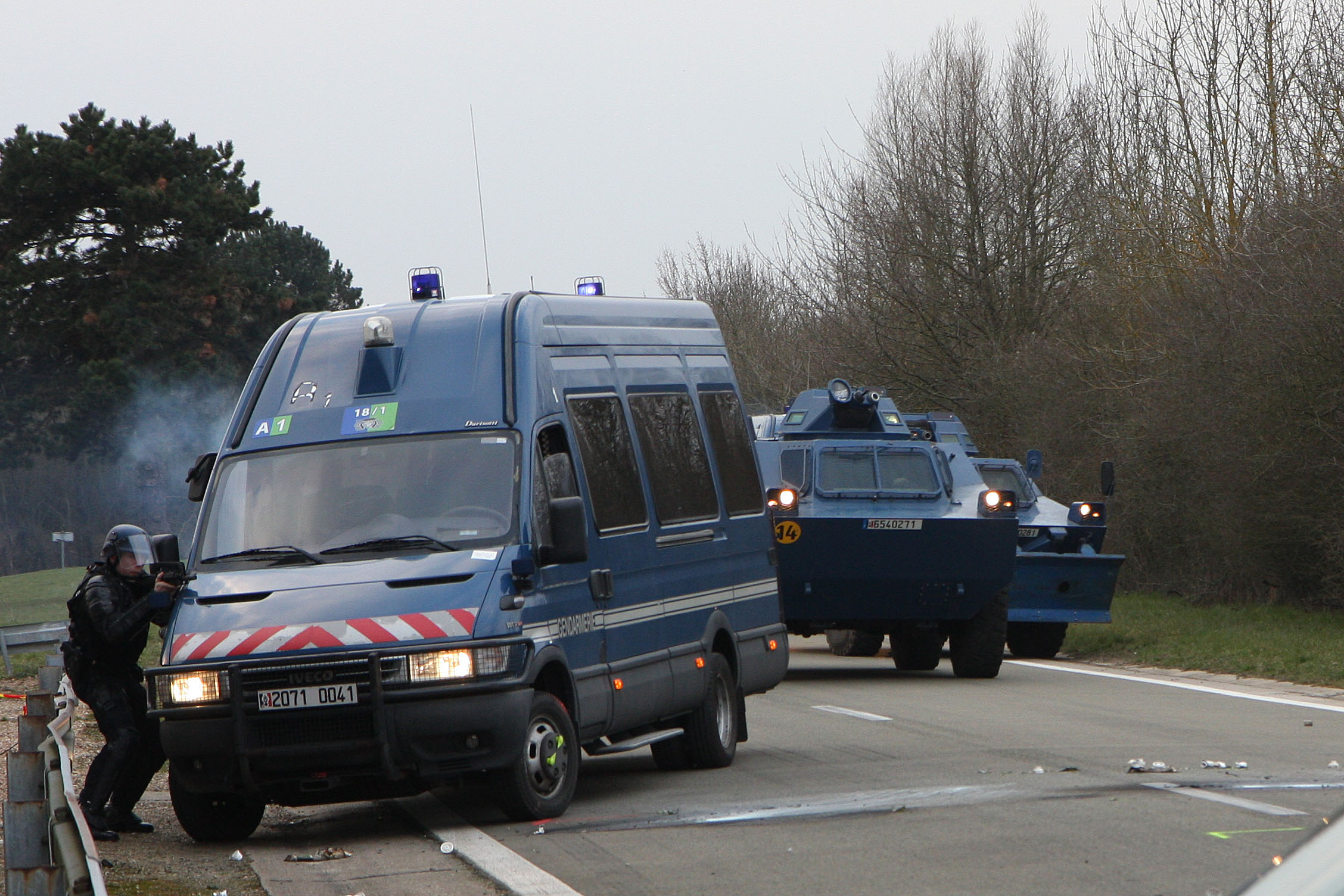
Véhicules blindés du GBGM.

Le 1er septembre 1991, la Gendarmerie est réorganisée en 9 circonscriptions. Les légions de gendarmerie mobile deviennent alors distinctes des légions de gendarmerie départementale sur l'ensemble du territoire français. La 1re Région de Gendarmerie devient la Circonscription de Gendarmerie d'Île-de-France (CGIF) et réunit alors les légions de Gendarmerie départementale et mobile d'Île-de-France (LGDIF et LGMIF) et toujours la Garde républicaine.
La Légion de Gendarmerie Centre est dissoute. La légion de Gendarmerie départementale du Centre et le groupement I/4 de Gendarmerie mobile (ex-4e groupement de Gendarmerie mobile) sont créés et transférés directement sous le commandement de la Circonscription de Gendarmerie de Orléans.

### Région de Gendarmerie d'Île-de-France (depuis 2000)
Le 1er juillet 2000, les circonscriptions de Gendarmerie sont dissoutes et la CGIF prend l'appellation de région de Gendarmerie d'Île-de-France.
Le 1er juillet 2005, la légion de Gendarmerie départementale (LGDIF) d'Île-de-France est dissoute. Les 8 groupements de Gendarmerie départementales, correspondants aux 8 départements franciliens, sont directement subordonnées à la RGIF. La légion de Gendarmerie mobile d'Île-de-France (LGMIF) prend l'appellation de force de Gendarmerie mobile et d'intervention (FGMI) et est placé sous l'autorité de la région de Gendarmerie d'Île-de-France. Elle réunit 4 groupements de Gendarmerie mobile (GGM II/1, III/1, IV/1 et V/1) ainsi que le Groupement blindé de gendarmerie mobile (GBGM).

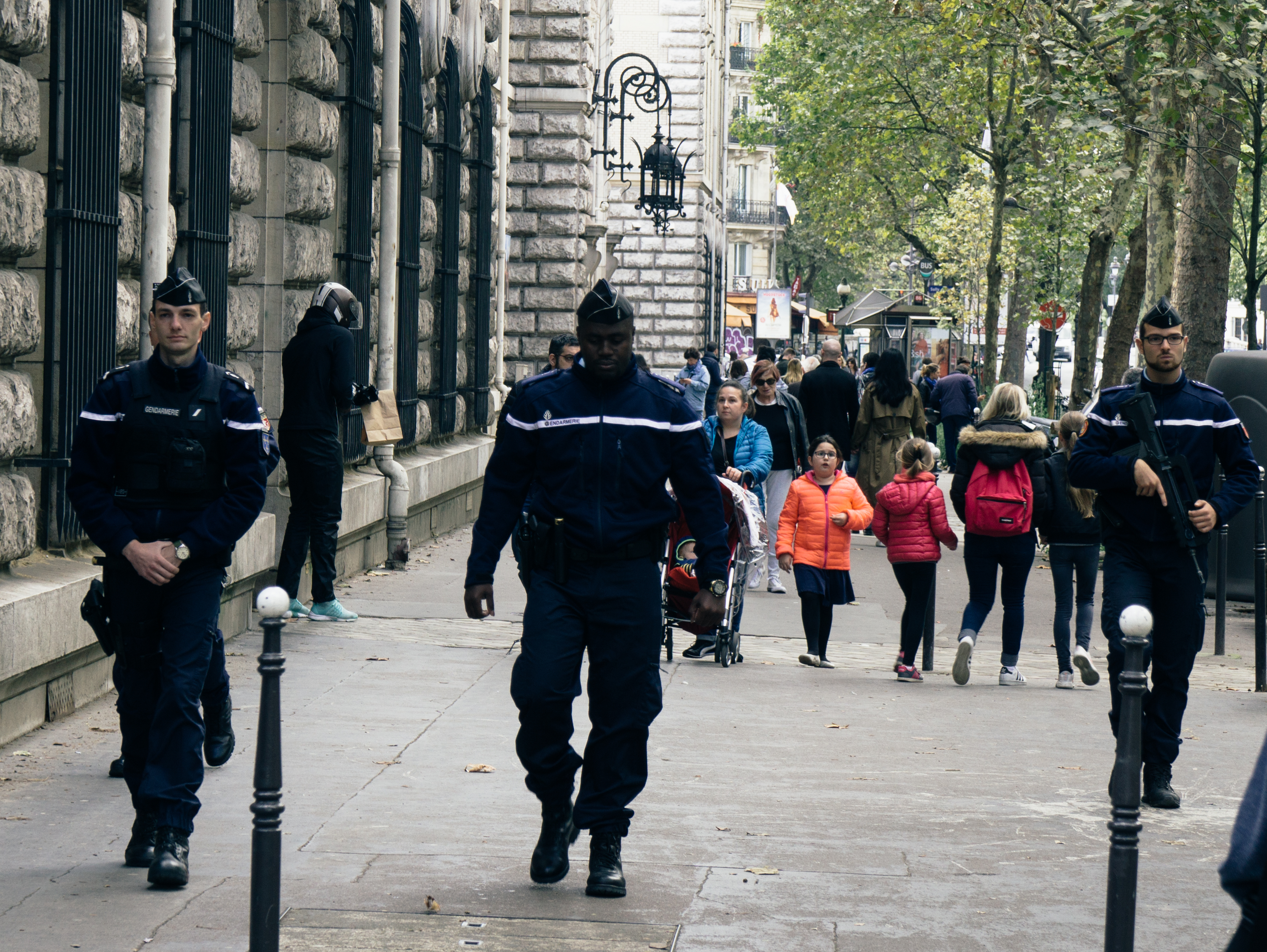
Gendarmes départementaux, de la RGIF, et gardes républicains au cours de l'opération Sentinelle, à Paris, en 2017.

Le 1er août 2010, l'état-major de la force de Gendarmerie mobile et d'intervention est dissous. Ses 4 groupements de Gendarmerie mobile restants et le GBGM sont directement subordonnés à la RGIF.
Le 15 octobre 2010, les quatre groupements de Gendarmerie départementale de Paris et sa petite couronne (Paris, Hauts-de-Seine, Seine-Saint-Denis et Val-de-Marne), qui se situent en zone police, sont dissous et laissent la place au groupement de Gendarmerie interdépartemental de Paris (GGIP).
Du 18 avril 2011 au 21 mai 2012, l'ancien commandant du GIGN, le général de corps d'armée Denis Favier, est nommé à la tête de la RGIF avant de devenir « conseiller gendarmerie » auprès du ministre de l'Intérieur Manuel Valls, puis directeur général de la Gendarmerie nationale (DGGN) en 2013.
En 2012, 3 groupements de Gendarmerie mobile (GGM III/1, IV/1 et V/1) sont dissous. Les escadrons du GGM III/1 sont transférés au GGM II/1. Ce dernier est transféré la même année de Melun à Maisons-Alfort.
Le 1er septembre 2015, après 5 ans d’existence, le GGIP est dissous, provoquant, par la même occasion, la dissolution des dernières unités de sécurité générale de la Gendarmerie départementale présentes dans la petite couronne de Paris. Pour la première fois depuis la création de l'Institution, 4 départements français sont totalement dépourvus de toute unité de gendarmerie.

## Organisation

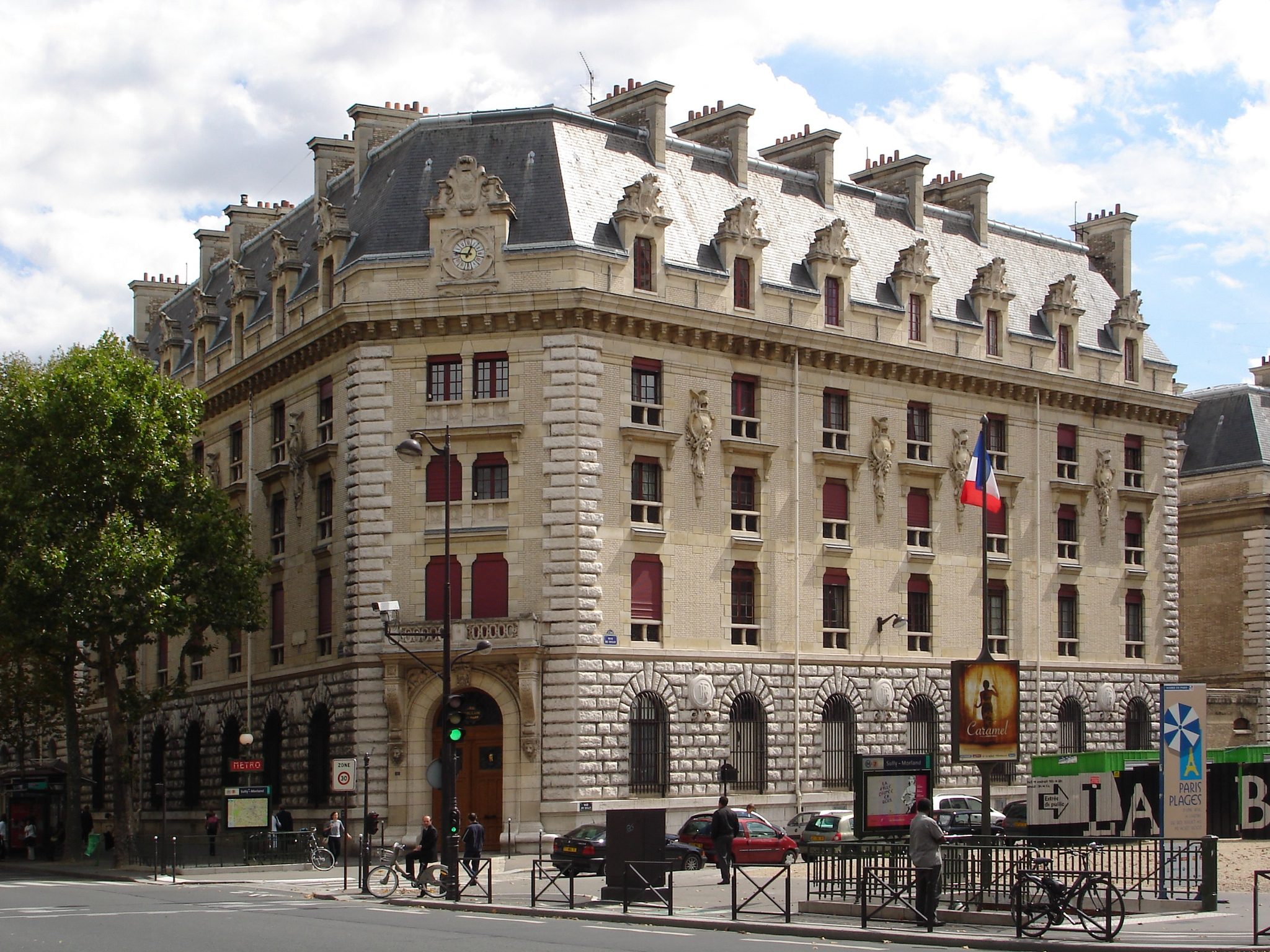
Caserne des Célestins, état-major de la Garde républicaine.

Depuis 2016, la RGIF est composée des unités suivantes :
- Région de Gendarmerie d’Île-de-France (RGIF)
  -  Garde républicaine (GR) de Paris (Paris)
    - Régiment de Cavalerie de la Garde Républicaine
    - 1er Régiment d'Infanterie de la Garde Républicaine
    - 2e Régiment d'Infanterie de la Garde Républicaine
    - Commandement des Orchestres et du Chœur de l'Armée française (COCAF)

  -  Groupement blindé de gendarmerie mobile (GBGM) à Versailles-Satory (Yvelines)
    - Escadron 11/1 de Gendarmerie mobile (EGM 11/1)
    - Escadron 12/1 de Gendarmerie mobile (EGM 12/1)État-major du GBGM à Satory.

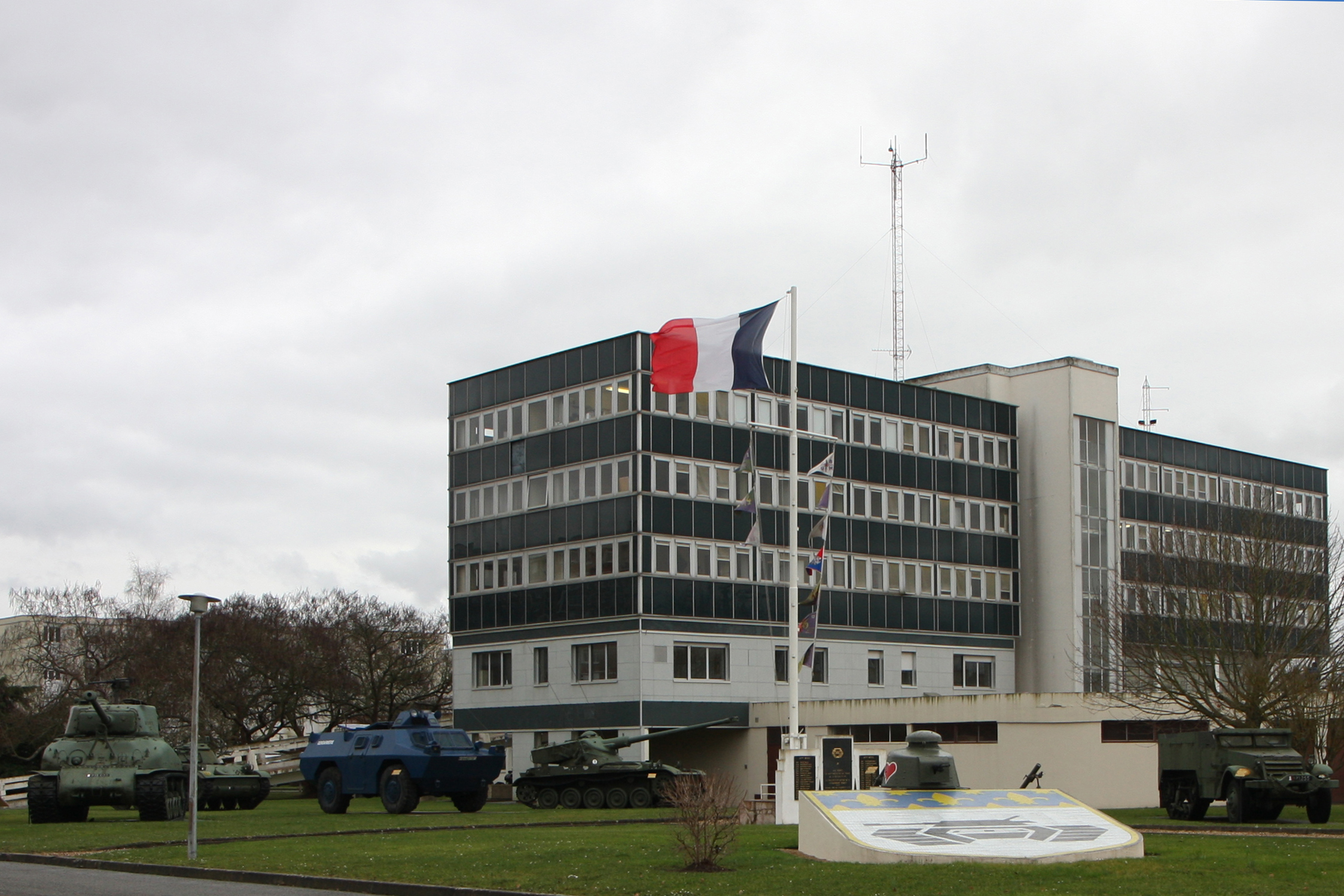
État-major du GBGM à Satory.

    - Escadron 13/1 de Gendarmerie mobile (EGM 13/1)
    - Escadron 14/1 de Gendarmerie mobile (EGM 14/1)
    - Escadron 16/1 de Gendarmerie mobile (EGM 16/1)
    - Escadron 17/1 de Gendarmerie mobile (EGM 17/1)
    - Escadron 18/1 de Gendarmerie mobile (EGM 18/1)
    - Escadron de sécurité et d'appui de Satory (Yvelines)

  -  Groupement II/1 de Gendarmerie mobile (GGM II/1) à Maisons-Alfort (Val-de-Marne)
    - Escadron 20/1 de Gendarmerie mobile (EGM 20/1) de Rosny-sous-Bois (Seine-Saint-Denis)
    - Escadron 21/1 de Gendarmerie mobile (EGM 21/1) de Melun (Seine-et-Marne)
    - Escadron 22/1 de Gendarmerie mobile (EGM 22/1) de Dugny (Seine-Saint-Denis)[5]
    - Escadron 23/1 de Gendarmerie mobile (EGM 23/1) de Rosny-sous-Bois (Seine-Saint-Denis)[6]Quartier Mohier, état-major du GGM II/1 de Maisons-Alfort.

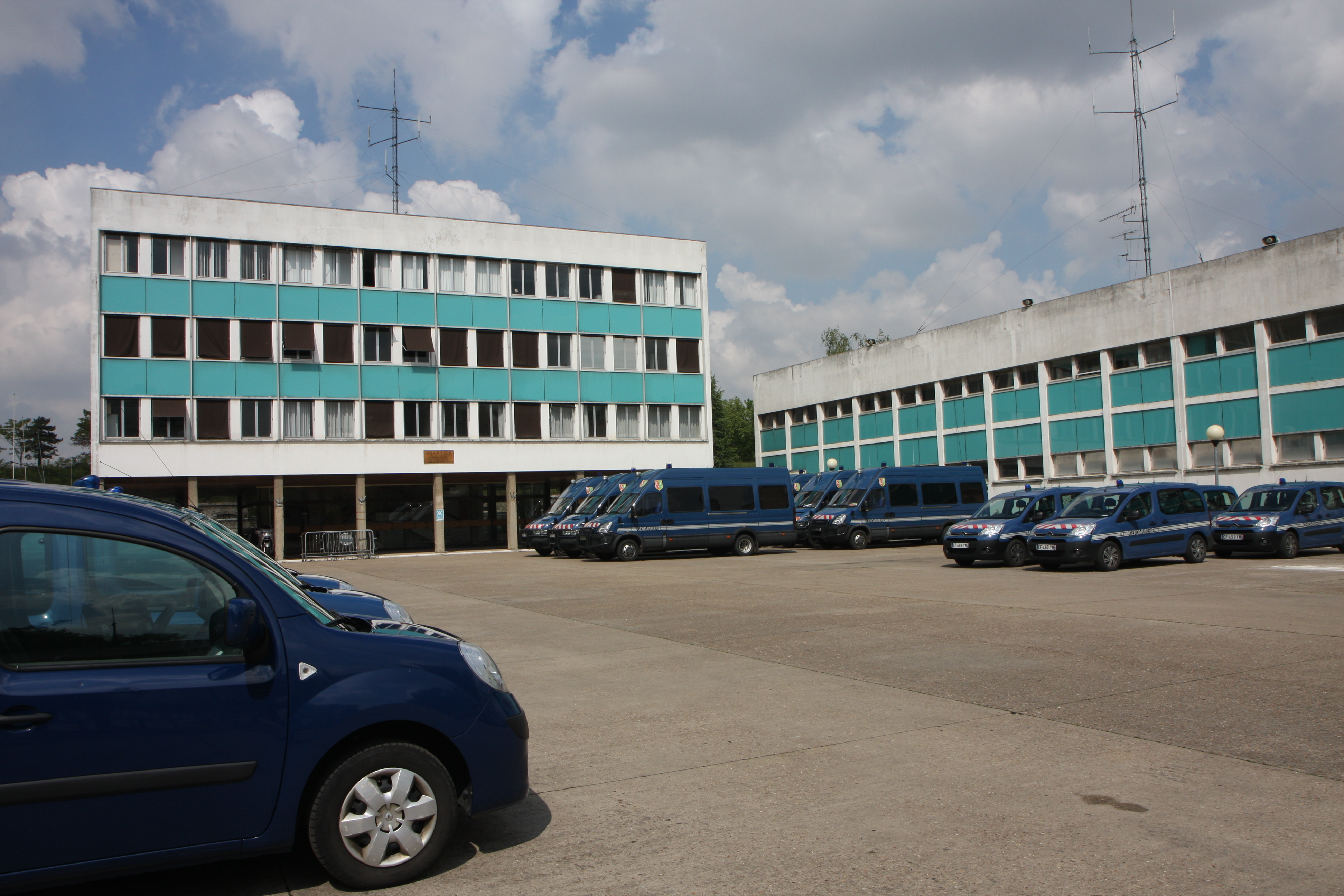
Quartier Mohier, état-major du GGM II/1 de Maisons-Alfort.

    - Escadron 24/1 de Gendarmerie mobile (EGM 24/1) de Maisons-Alfort (Val-de-Marne)
    - Escadron 25/1 de Gendarmerie mobile (EGM 25/1) de Maisons-Alfort (Val-de-Marne)
    - Escadron 26/1 de Gendarmerie mobile (EGM 26/1) de Maisons-Alfort (Val-de-Marne)
    - Escadron 27/1 de Gendarmerie mobile (EGM 27/1) de Drancy (Seine-Saint-Denis)
    - Escadron 28/1 de Gendarmerie mobile (EGM 28/1) de Drancy (Seine-Saint-Denis)
    - Escadron 29/1 de Gendarmerie mobile (EGM 29/1) de Drancy (Seine-Saint-Denis)
    - Escadron 211/1de Gendarmerie mobile (EGM 211/1) de Melun (Seine-et-Marne)
    - Escadron de sécurité et d'appui (ESA) de Maisons-Alfort (Val-de-Marne)
    - Musique de la gendarmerie mobile de Maisons-Alfort (Val-de-Marne)

  - Groupement de Gendarmerie départementale de Seine-et-Marne (GGD 77)

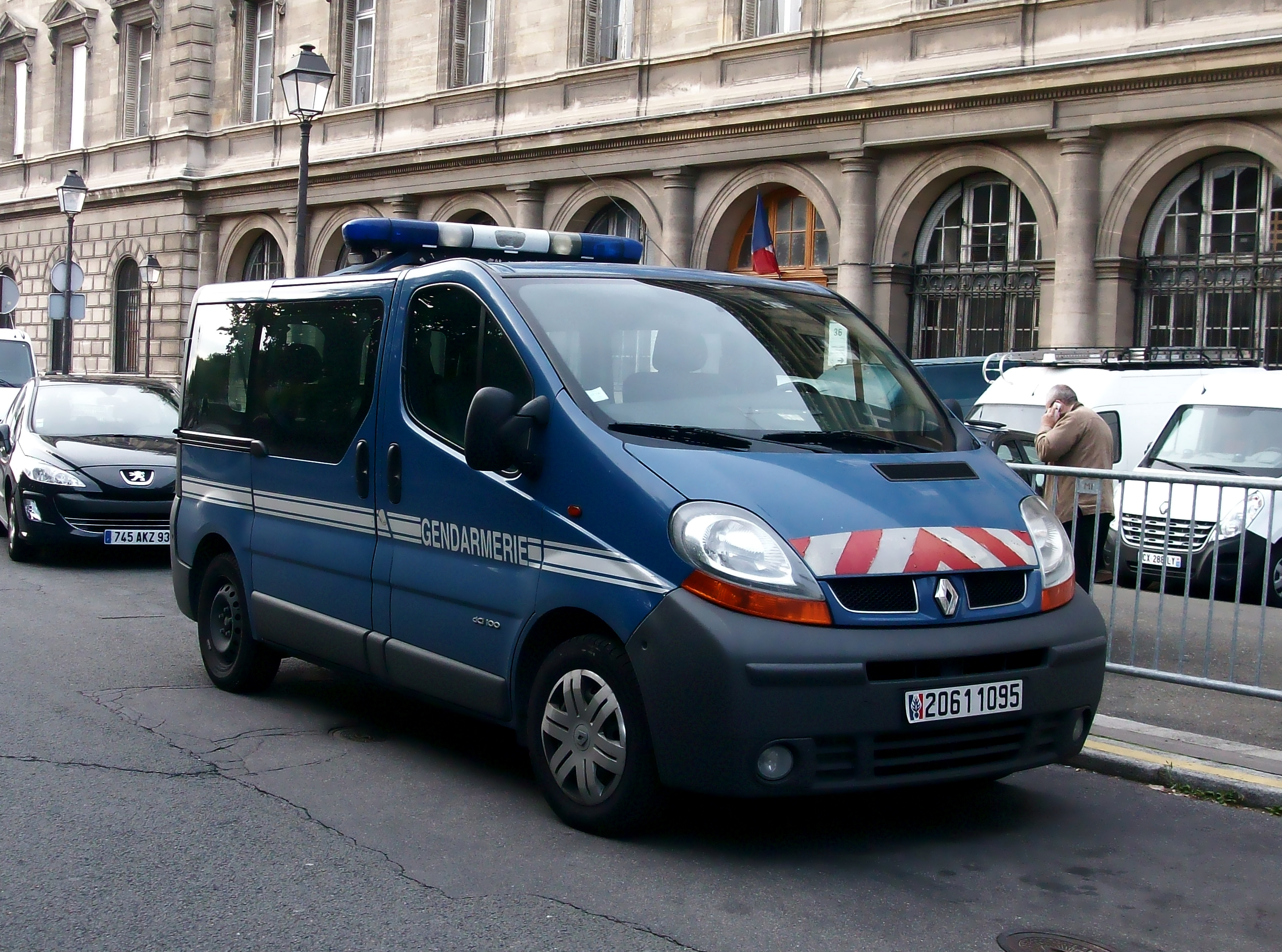
Renault Trafic de la Gendarmerie devant le 36, quai des Orfèvres à Paris.

    - Compagnie de Gendarmerie départementale de Coulommiers
    - Compagnie de Gendarmerie départementale de Fontainebleau
    - Compagnie de Gendarmerie départementale de Meaux
    - Compagnie de Gendarmerie départementale de Melun
    - Compagnie de Gendarmerie départementale de Provins
    - Escadron Départemental de Sécurité Routière de Seine-et-Marne (EDSR 77)

  - Groupement de Gendarmerie départementale des Yvelines (GGD 78)Renault Trafic de la Gendarmerie devant le 36, quai des Orfèvres à Paris.
    - Compagnie de Gendarmerie départementale de Mantes-la-Jolie
    - Compagnie de Gendarmerie départementale de Rambouillet
    - Compagnie de Gendarmerie départementale de Saint-Germain-en-Laye
    - Escadron Départemental de Sécurité Routière des Yvelines (EDSR 78)

  - Groupement de Gendarmerie départementale de l’Essonne (GGD 91)
    - Compagnie de Gendarmerie départementale d'Étampes
    - Compagnie de Gendarmerie départementale d'Évry
    - Compagnie de Gendarmerie départementale de Palaiseau
    - Escadron Départemental de Sécurité Routière de l’Essonne (EDSR 91)

  - Groupement de Gendarmerie départementale du Val-d'Oise (GGD 95)
    - Compagnie de Gendarmerie départementale de L'Isle-Adam
    - Compagnie de Gendarmerie départementale de Pontoise
    - Compagnie de Gendarmerie départementale de Montmorency
    - Escadron Départemental de Sécurité Routière du Val-d'Oise (EDSR 95)

  - Section de recherches de Paris (Paris)
  -  Section de recherches de Versailles (Yvelines)
  - Section d'appui judiciaire de Maisons-Alfort (Val-de-Marne)

## Anciennes unités

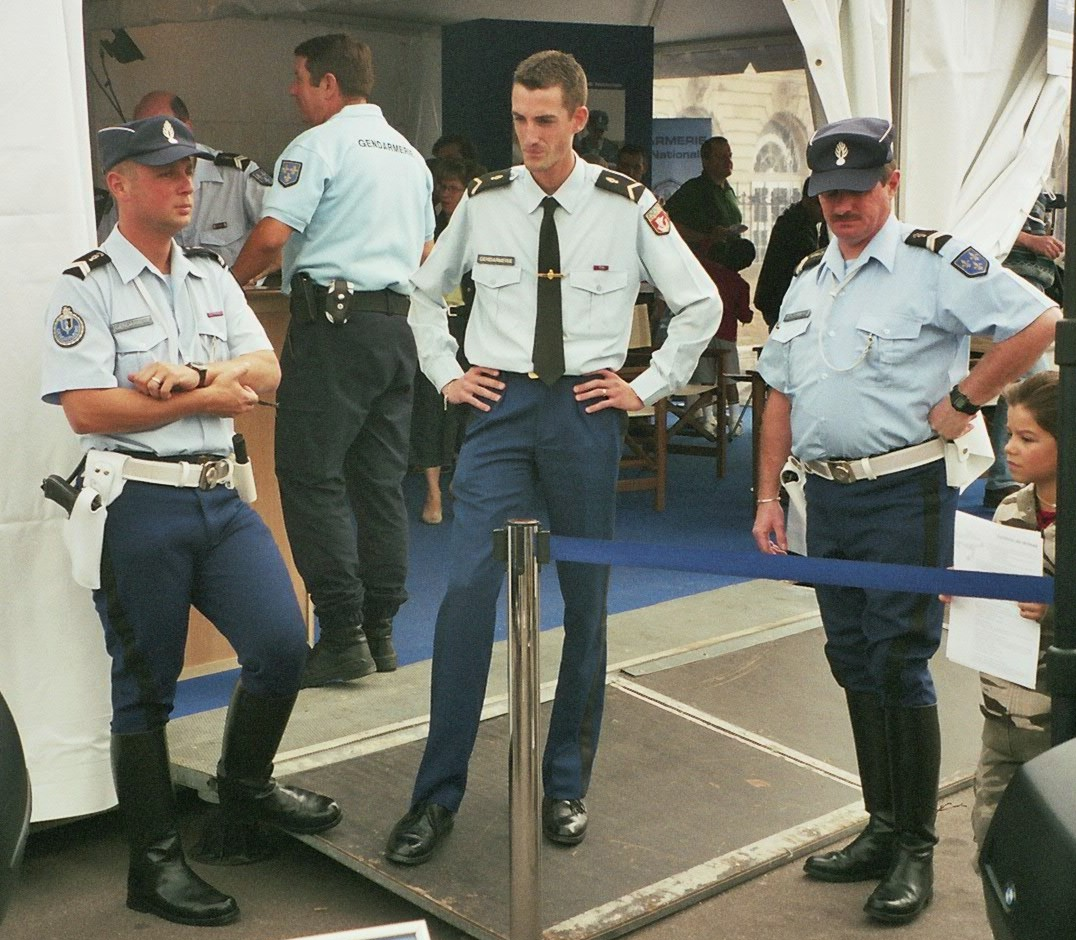
Motocyclistes de la RGIF et garde républicain (photo de 2005).

Depuis sa création, en 1949, certaines unités ont été subordonnées directement à la RGIF avant de changer d'appellation, d'être dissoute, ou transférée sous un autre commandement :

### Gendarmerie départementale
- 1re Légion de Gendarmerie départementale de Paris : 1949-1967
- 1re Légion-bis de Gendarmerie départementale de Orléans : 1949-1967
- Commandement de Gendarmerie départementale de la Région Parisienne : 1967-1979
- Légion de Gendarmerie départementale d'Île-de-France (LGDIF) à Paris : 1979-2005
- Groupement de gendarmerie de la Ville de Paris : 2005-2010
- Groupement de gendarmerie départementale des Hauts-de-Seine (GGD 92) : 2005-2010
- Groupement de gendarmerie départementale de la Seine-Saint-Denis (GGD 93) : 2005-2010
- Groupement de gendarmerie départementale de Val-de-Marne (GGD 94) : 2005-2010
- Groupement de Gendarmerie interdépartemental de Paris (GGIP) : 2010-2015

### Gendarmerie mobile
- 1re Légion de la Garde républicaine (1re LGR) à Arcueil : 1949-1952
- 1re Légionbis de la Garde républicaine (1bis LGR) à Plessis-Robinson : 1949-1952
- 1re Légionter de la Garde républicaine (1ter LGR) à Drancy : 1949-1952
- 1re Légion de Gendarmerie mobile (1re LGM) à Arcueil : 1952-1967
- 1re Légionbis de Gendarmerie mobile (1bis LGM) à Plessis-Robinson : 1952-1967
- 1re Légionter de Gendarmerie mobile (1ter LGM) à Drancy : 1952-1967
- Commandement de Gendarmerie mobile de la Région Parisienne : 1967-1979
- Légion de Gendarmerie mobile d'Île-de-France (LGMIF) à Maisons-Alfort : 1979-2005
- Force de Gendarmerie mobile et d'intervention (FGMI) à Maisons-Alfort : 2005-2010
- Groupement III/1 de Gendarmerie mobile (GGM III/1) à Aubervilliers : 2010-2012
- Groupement IV/1 de Gendarmerie mobile (GGM IV/1) à Issy-les-Moulineaux : 2010-2012

### Autres unités
- Garde républicaine de Paris (GRP) : 1949-1978
- Circonscription Régionale de Gendarmerie du Centre : 1967-1979
- Légion de Gendarmerie du Centre : 1979-1991

## Commandants
- Général de division André Rouet : 1er août 1990[7] - 31 janvier 1993[8]
- Général de corps d'armée Gérard Charlot[9] : 1er février 1993 - 30 avril 1994
- Général de corps d'armée Jean-Pol Follmi[10] : 1er mai 1994[11] - 30 avril 1998
- Général de corps d'armée André Lorant : 1er mai 1998[12] - 31 décembre 1999
- Général de corps d'armée Paul Rocher : 1er janvier 2000[13] - 30 juin 2002
- Général de corps d'armée Jean-Marc Denizot[14] : 1er juillet 2002[15] - 30 juin 2005
- Général de corps d'armée Gérard Rémy : 1er juillet 2005[16] - 31 juillet 2008
- Général de corps d'armée Christian Brachet : 1er août 2008[17] - 2011
- Général de corps d'armée Denis Favier[18] : 18 avril 2011[19] - 21 mai 2012[20]
- Général de corps d'armée Bruno Carmichael[21] : 1er juillet 2012[22] - 31 juillet 2016
- Général de corps d'armée Jean-Marc Loubès : 2016[23]-2019[24]
- Général de corps d'armée Eric-Pierre Molowa : depuis 2019[25]